# Cyclosorus dentatus
Cyclosorus dentatus — вид рослин з родини теліптерисові (Thelypteridaceae).

## Поширення
Батьківщина: Південна Європа: Італія (вкл. Сицилія), Португалія (вкл. Азорські острови, Мадейра), Гібралтар, Іспанія (вкл. Канарські острови), Мальта.